# Dieter Roth (boxer)
Dieter Roth (n. 18 februarie 1983, Blaj, Alba, România) este un boxer german retras din activitatea competițională.